# Ralph Giordano
Ralph Giordano (Amburgo, 23 marzo 1923 – Colonia, 10 dicembre 2014) è stato uno scrittore e pubblicista tedesco.
Giordano è figlio di padre siciliano e madre ebrea. A causa della sua eredità ebraica, fu presto perseguitato dai nazisti durante il regime di Adolf Hitler. Durante la seconda guerra mondiale, la sua famiglia sopravvisse all'olocausto nascondendosi presso la casa di un amico. Dopo le sue esperienze, Giordano diventò comunista, ma presto si allontanò da questa ideologia a causa dello stalinismo: uscì dal Partito Comunista Tedesco nel 1957. Nel 1964, Giordano aderì al WDR come giornalista e ci rimase fino al 1988.
Negli ultimi anni della sua vita lavorò scrittore freelance e scrisse numerosi articoli sulle sue esperienze vissute nella Germania nazista, inoltre si occupò dei pericoli provocati dai movimenti neonazisti; egli vede l'Islam come una minaccia: in un'intervista al New York Times nel 2007 egli espresse dissenso sul progetto della costruzione di una moschea a Colonia, dicendo che certe costruzioni sono il simbolo di una società parallela, e l'integrazione dei musulmani "un fallimento".

## Vita privata
Giordano è stato sposato in seconde nozze con Roswitha Everhan dal 1994 fino alla morte di lei, nel 2002. Negli ultimi tempi visse a Colonia e fu caro amico del giornalista Hans Massaquoi.